# Batalla de Wizna
La batalla de Wizna va ser una batalla lliurada entre les forces alemanyes i les forces de Polònia, a l'inici de la Invasió de Polònia i va tenir lloc entre 7 i el 10 de setembre del 1939.
És coneguda com la batalla de les Termòpiles polonesa, ja que una força molt reduïda d'aquest país va resistir durant tres dies en una petita àrea fortificada davant un exèrcit alemany numèricament molt superior abans de ser aniquilats. Després del començament de la invasió a Polònia l'exèrcit alemany es va veure obligat a avançar des de Prússia Oriental cap a la capital Varsòvia, que obligava a travessar les posicions del Grup d'Operacions Narew, una important línia defensiva.
El comandant de l'àrea de Wizna, on s'havia construït una línia defensiva abans de la guerra, era el capità Wladyslaw Raginis. Al comandament de Raginis estaven a la 8° Companyia de Tiradors del 135° Regiment d'Infanteria; un escamot de metralladores pesades; la 3a Companyia de metralladores pesades del Batalló 136°; una Companyia de reservistes Sapadors; un escamot d'artilleria d'infanteria; un escamot d'Exploradors i una Bateria d'artilleria.

## Desenvolupament
El 7 de setembre de 1939, a una setmana de començada la Segona Guerra Mundial, la Werhmacht amb el seu 3è Exèrcit havien d'avançar per Prússia Oriental cap a Varsòvia. En el seu camí estava Wizna, una ciutat fluvial defensada per les forces poloneses al comandament de Wladyslaw Raginis. Una unitat de reconeixement del 10è Exèrcit al comandament del general Nikolaus von Falkenhorst van prendre amb no poques baixes Wizna; els seus defensors van retrocedir al marge oriental del riu Narew. Els alemanys van intentar prendre el pont en direcció a Gielczyn, però va ser encerclats pels enginyers polonesos quan passaven els tancs panzer, un d'ells va caure al riu. Llavors els alemanys van intentar travessar el riu patint bastantes baixes en l'intent, sent al final repel·lits. Van intervenir llavors les forces del general Heinz Guderian a càrrec del 3è Exèrcit compost per la 3 ° Divisió Panzer del General Von Schweppenburg, la 20 ° Divisió motoritzada del General Wiktorian; la 10è Divisió Panzer del General Schaal i la Brigada "Lotzen", a més del suport de la Luftwaffe. En total uns 42 000 homes i 350 tancs contra una desigual força de 700 polonesos equipats amb metralladores pesades i armes antitancs.
Guderian va intentar fer rendir les forces de Wladyslaw Raginis, utilitzant pamflets i comunicats. Les forces poloneses van rebutjar la rendició i el 8 de setembre tant les forces de Guderian com el 10è Exèrcit van avançar cap a Brzesc, les forces poloneses compostes per dues companyies es van agrupar en una línia defensiva d'aproximadament 9 km la qual s'estenia des dels pobles Giełczyn i Kołodzieje pel turó Gora Strękową fins al poblat Maliszewo. Cap al nord en uns 6 búnquers de formigó i acer distribuïts cada 1,5 km, la majoria no estaven completament acabats, allà es va lluitar aferrissadament durant 7 hores causant uns 900 morts alemanes i destruint 15 tancs.
Van atacar en aquest moment els blindats alemanys i un a un van anar caient els búnquers que obstruïen el pas a les forces germàniques, la majoria dels defensors van ser abatuts, en total uns 660 polonesos, el capità Reginis va preferir el suïcidi amb la seva pròpia granada al seu búnquer GG-126 de ser pres presoner. Els búnquers van ser dinamitats pels alemanys al seu pas i només es va aconseguir capturar uns 40 soldats polonesos que van ser salvatgement copejats abans de ser portats presoners. Uns 40 soldats polonesos van poder escapar de la beta refugiant-se a Bialystok.

## Biografia
Articles
- Adam Dobroński «Pod Wizną» (en polonès). Mówią wieki, 15, 9, 1972.
- Andrzej Krajewski «Polskie Termopile, czyli cud pod Wizną» (en polonès). Polska The Times, 04-09-2009, pàg. 16–17. ISSN: 1898-3081.
- Zygmunt Kosztyła, Obrona odcinka "Wizna" 1939, BKD (Bitwy, Kampanie, Dowódcy) [7/76], 1976
- P. Kupidura, M. Zahor, Wizna, Wojskowy Przegląd Techniczny i Logistyczny, nr 3, 1999
- A. Wiktorzak, Wizna - Polskie Termopile, Głos Weterana, nr 9, 1997
- BD «Heinz Guderian» (en polonès). Wojskowy Przegląd Historyczny. Jerzy Bordziłowski, V, 1/4, 1960.
- Piotr Zychowicz «Awans dla Raginisa» (en polonès). Rzeczpospolita. Presspublica [Warsaw], 293, 9109, 16-12-2011, pàg. A6. Arxivat de l'original el 2014-12-07. ISSN: 0208-9130. OCLC: 264077858 [Consulta: 18 gener 2021]. «Do tej pory uważano, że Raginis dysponował 720 żołnierzami. Analiza nowych źródeł skłoniła nas do przekonania, że nie miał nawet tego. Pod jego komendą mogło znajdować się góra 360 ludzi» Arxivat 2014-12-07 a Wayback Machine.

Llibres
- Krzysztof Komorowski. Boje polskie 1939-1945 (en polonès).  Warsaw: Bellona, 2009, p. 504.
- Leszek Moczulski. Wojna polska 1939. wydanie poprawione i uzupełnione (en polonès).  Warsaw: Bellona, 2009. ISBN 978-83-11-11584-2.
- David G. Williamson. Poland Betrayed: The Nazi-Soviet Invasions of 1939.  Mechanicsburg, PA: Stackpole Books, 2009, p. 272. ISBN 978-0-8117-0828-9.
- Kazimierz Stawiński, Bój pod Wizną. Warszawa 1964. Wydawnictwo Ministerstwa Obrony Narodowej.

Vídeos
- Leszek Wiśniewski (director), Kamil Wertel (historical editor), Maria Mazurek (producer) (2009). Polskie Termopile [Polish Thermopylae] (en polonès). Warsaw: Telewizja Polska.